# Dynamo Moskva (bandy)
Dynamo Moskva (bandy) är den 1923 startade ryska sportklubben Dynamo Moskvas bandyavdelning. Som alla andra Dynamoklubbar i det forna Sovjetunionen har den sitt ursprung som en av KGBs:s klubbar.
Dynamo Moskva har blivit sovjetiska och ryska herrmästare i bandy 16 gånger. Säsongen 2000/2001 åkte de ur Rysslands högstadivision. Säsongen 2004/2005 gick de upp igen och i april 2005 påbörjades en satsning mot världstoppen, då flera spelare köptes in från ett annat ryskt lag, HK Vodnik . 2006 vann Dynamo Moskva både World Cup och Europacupen. 2007 vann Dynamo Moskva World Cup igen, men förlorade till svenska Edsbyns IF i Europacupens final. 2008 tog man dock revansch i Europacupen, och finalbesegrade Edsbyns IF, 2009 slog man svenska Västerås SK i Europacupens final.
2013 blev man på nytt World Cup-mästare, denna gång genom att finalslå Dynamo Kazan med 3-0 i Göransson Arena i Sandviken.

## 2012/2013

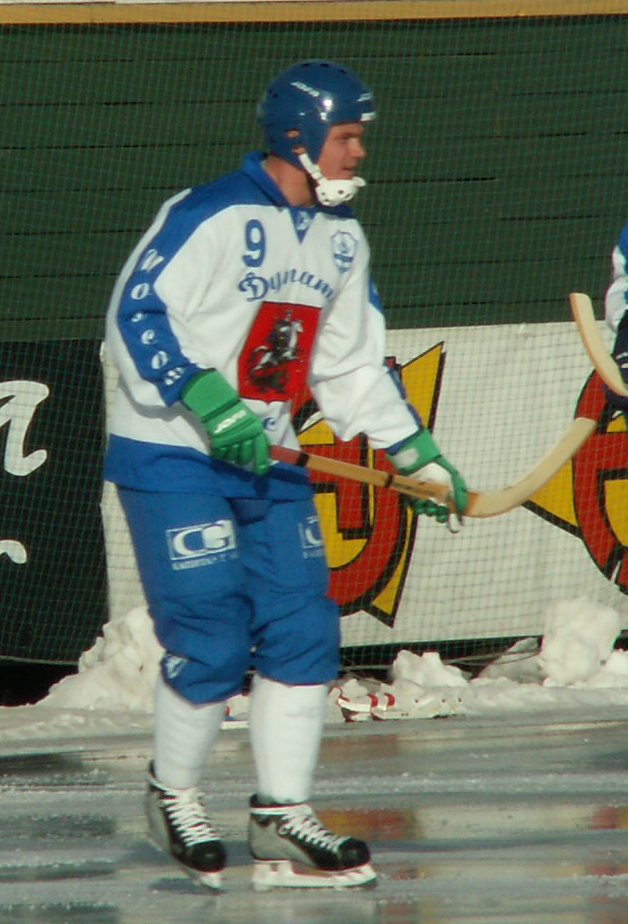
Alexandr Tjukavin i Dynamo Moskva

Dynamo Moskvas trupp säsongen 2012/2013:
- Tränare: Tony Lindqvist,  Sverige

| Pos. | Nr | Spelare             | Nationalitet       |
| ---- | -- | ------------------- | ------------------ |
| MV   | 30 | Kirill Tjvalko      | Ryssland           |
| MV   | 33 | Andrej Rein         | Ryssland Kazakstan |
| MV   | 72 | Dmitrij Nikonov     | Ryssland           |
| F    | 5  | Andrej Zolotarev    | Ryssland           |
| F    | 18 | Matthew Azarenka    | Ryssland           |
| F    | 25 | Vasilij Granovskij  | Ryssland           |
| F    | 32 | Pavel Bulatov       | Ryssland           |
| MF   | 4  | Per Hellmyrs        | Sverige            |
| MF   | 6  | Daniel Berlin       | Sverige            |
| MF   | 8  | Rinat Sjamsutov     | Ryssland           |
| MF   | 9  | Aleksandr Tukavin   | Ryssland           |
| MF   | 10 | Dmitrij Poputnikov  | Ryssland           |
| MF   | 17 | Daniel Mossberg     | Sverige            |
| MF   | 19 | Dmitrij Savéljev    | Ryssland           |
| MF   | 20 | Ivan Maksimov       | Ryssland           |
| MF   | 66 | Michail Svesjnikov  | Ryssland           |
| MF   | 71 | Vadim Archipkin     | Ryssland           |
| FW   | 7  | Viktor Tjernijsjev  | Ryssland           |
| FW   | 11 | Pavel Rjazantsev    | Ryssland           |
| FW   | 88 | Jevgenij Ivanusjkin | Ryssland           |